# Obóz (czasopismo)
Czasopismo „Obóz” – pismo poświęcone problematyce społecznej i politycznej państw oraz narodów środkowo- i wschodnioeuropejskich założone w 1981 jako czasopismo podziemne m.in. przez Jerzego Targalskiego oraz Jana Malickiego. Ukazuje się do dziś, nie częściej niż raz w roku.
W pracach podziemnej redakcji „Obozu” uczestniczyli m.in. Andrzej Ananicz, Kazimierz Stembrowicz, Marek Pernal, Wojciech Maziarski.
Obok „Obozu” w latach 1984-1989 jego redakcja wydawała też biuletyn BIO – Biuletyn Informacyjny Obozu i przygotowującego materiały serwisowe dla prasy podziemnej. 
Środowisko Obozu po 1989 zainicjowało powstanie Studium Europy Wschodniej przy UW.